# Schwarziana
Schwarziana é um gênero de abelha sem ferrão presente na América do sul, mais especificamente no Brasil, Argentina (na região norte) e Paraguai. Existem por volta de 500 espécies de abelhas sem ferrão no mundo catalogadas em diversos gêneros diferentes. Muitas espécies ainda não foram descobertas e outras estão passando por revisões para reenquadrá-las como novas espécies ou pertencentes a outros gêneros.
Existem até o momento 4 espécies de Schwarziana catalogadas, são elas:
| Gênero      | Espécie                    | Nome popular (se tiver) |
| Schwarziana | Schwarziana mourei         | Schwarziana mourei |
| Schwarziana | Schwarziana quadripunctata | guiruçú, iruçu, mel-do-chão, abelha-mulata, guiruçu, mulatinha, abelha-do-chão, papaterra, irussú-mineiro, irussú-do-chão, eira-ihvihgwih, doncellita, señorita, mombuca-mirim, mombuquinha |
| Schwarziana | Schwarziana chapadensis    | Schwarziana chapadensis |
| Schwarziana | Schwarziana bocainensis    | Schwarziana bocainensis |